# Семейство Уотсън
„Семейство Уотсън“ (англ. The Watsons) е незавършен ръкопис на Джейн Остин. Започнат ок. 1803 или 1804 г. и вероятно изоставен малко след смъртта на бащата на писателката през януари 1805. Съдържа пет глави и е дълъг малко под 18000 думи.

## Сюжет
Мистър Уотсън е пастор и вдовец с двама сина и четири дъщери. Най-малката дъщеря, Ема, е отгледана от заможна леля, в резултат на което е по-добре образована и възпитана от сестрите си. След повторния брак на леля си, Ема е принудена да се върне в бащината къща, където е силно подразнена от грубите и недодялани опити на двете средни сестри да си намерят съпрузи. От друга страна, Ема е привлечена от разумността и добрината на най-голямата си сестра, Елизабет.
Съседи на Уотсънови са сем. Осборн (Осбърн), стар аристократичен род. Ема привлича вниманието на младия, груб и несръчен лорд Осборн, докато една от сестрите ѝ жалко преследва арогантния му приятел Том Масгрейв. Набор второстепенни герои представляват потенциални избраници за братята и сестрите на Ема.
Мистър Уотсън е тежко болен в първите глави на романа и Остин споделя със сестра си Касандра, че той ще умре в развоя на сюжета. Ема ще откаже предложение за брак от лорд Осборн и в края на краищата ще се омъжи за Мистър Хауард, добродетелния бивш учител на Осборн.

## Адаптации
Различни опити са правени да се завърши творбата:
- Племенницата на Остин Катрин Хабък завършва романа и го публикува в средата на ХІХ в. под заглавието „По-малката сестра“.
- „Семейство Уотсън“ на Л. Ултън е публикуван през 1823 г. от Д. Апълтън енд къмпани.
- Джон Коутс публикува версия през 1957.
- Джоан Ейкън адаптира и публикува романа със заглавието „Ема Уотсън: завършек“ (Emma Watson: The Watsons Completed) през 1996 г.
- Лора Уейд адаптира текста за театралната сцена.
- „Сем. Уотсън“ (ISBN-10 1-904754-93-7) е адаптация на Мерин Уилямс, публикувана през 2005 г.
- „Сем. Уотсън“ от Джейн Остин и друга дама“ (ASIN B002ACZTWA) от Хелън Бейкър е публикуван през 2008 г.

## Ръкопис
На 14.07.2011 оригиналният работен ръкопис на Остин е продаден от Сотби на Бодлиевата библиотека на Оксфордския университет за 993 250 лири стерлинги, при първоначална оценка от 200 000 до 300 000 лири стерлинги.